# Juan de Tolosa
Juan de Tolosa fue un conquistador español de origen vasco que fue parte de la primera ola de conquistadores que llegaron a Nueva España después de la conquista de la Gran Tenochtitlán. Tolosa se reconoce como uno de los fundadores de Zacatecas ya que realizó exploraciones en este territorio.

## Biografía

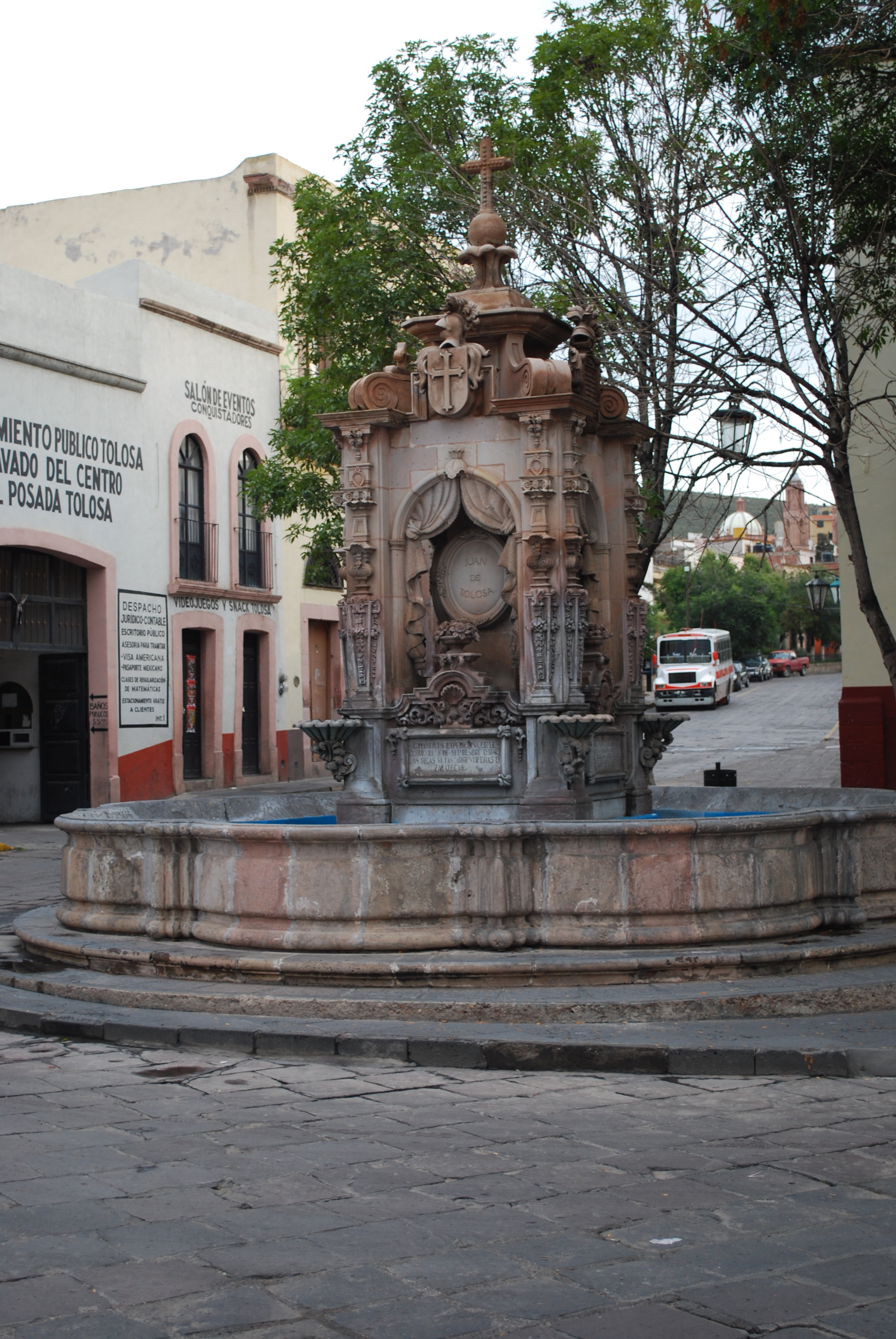
Monumento a Juan de Tolosa minero del grupo fundador de Zacatecas y, con su esposa Leonor, de una familia descendiente de Hernán Cortés y de Moctezuma II

En lo que hoy es Tlaltenango, algunos indígenas le mostraron piedras brillantes que contenían plata. Después de investigar el origen de las piedras, viajó a tierra de los zacatecos de donde procedían. Tolosa comenzó a explorar el cerro de la Bufa de cuyos yacimientos no obtuvo mucho, sin embargo se llevaron varias cargas de metal a lo que hoy es Nochistlán. El 20 de enero de 1548 Juan de Tolosa junto con Diego de Ibarra, Cristóbal de Oñate y Baltasar Temiño de Bañuelos hicieron la fundación formal de la que hoy es la ciudad de Zacatecas, conocida después como la "Civilizadora del Norte". Esta ciudad se reconoce hoy en día por la UNESCO como patrimonio cultural de la humanidad.
Contrajo matrimonio con Leonor Cortés Moctezuma, hija natural de Hernán Cortés y la princesa azteca Isabel Moctezuma. 
El matrimonio tuvo varios hijos: 
- Juan de Tolosa Cortés de Moctezuma, nacido en la década de 1550, quien se convirtió en sacerdote y vicario de Zacatecas.
- Isabel de Tolosa Cortés Moctezuma, también nacida en la década de 1550, quien se casó con el conquistador Juan de Oñate, fundador de la provincia de Santa Fe de Nuevo México y su primer gobernador.[1]
- Leonor de Tolosa Cortés Moctezuma, nacida alrededor de 1568 quien se casó con Cristóbal de Zaldívar,[2] hijo de Vicente de Zaldívar, quien fuera teniente de capitán general en tiempos de Martín Enríquez de Almansa, cuarto virrey de Nueva España.
- Otras hijas, cuyos nombres se desconocen, pero se mencionan en los registros como miembros de un convento en Sevilla en 1604.[3]